# منظمة 501(c)
منظمة 501 (c)، هي منظمة غير ربحية مُعفاة من نظام الضرائب الأمريكية. وقد سُميت المنظمة بهذا الرقم؛ لأن المادة، التي تنص على إعفاء المنظمات الغير ربحية من الضرائب رقمها في قانون الإيرادات الداخلية هو 501 (C). ويحتوي القانون على 29 نوعًا من أنواع المنظمات غير الربحية، يشملها العفو عن دفع ضرائب الدخل الإتحادية.

## أنواع المنظمات في 501 (c)
وفقًا لمصلحة الضرائب الأمريكية فهناك 29 نوعُا من المنظمات لا يشملها نظام الضرائب الأمريكية، وهي على النحو التالي:
1. 501(c)(1) — الشركات والمنظمات التابعة للكونغرس (بما في ذلك الإتحادات الفيدرالية)
2. 501(c)(2) — الشركات القابضة المُعفاة مسبقاً من الضرائب
3. 501(c)(3) — المؤسسات الدينية والتعليمية والخيرية والعلمية والأدبية والمتخصصة في اختبارات السلامة، والمهتمة بتعزيز الوطنية، والتي تُعنى بحقوق الطفل أو الحيوان.
4. 501(c)(4) — منظمات الرعاية الاجتماعية
5. 501(c)(5) — أحزاب العمال، والمنظمات الزراعية
6. 501(c)(6) — رابطات الأعمال التجارية، والغرف التجارية
7. 501(c)(7) — النوادي الاجتماعية والترفيهية
8. 501(c)(8) — الشركات والجمعيات المندمجة
9. 501(c)(9) — موظفو جمع التبرعات
10. 501(c)(10) — الشركات والجمعيات المحلية المندمجة
11. 501(c)(11) — جمعيات صناديق التقاعد للمعلمين
12. 501(c)(12) — الجمعيات الخيرية للتأمين على الحياة
13. 501(c)(13) — سلة الشركات
14. 501(c)(14) — اتحاد الائتمان الدولية، والصناديق الاحتياطية
15. 501(c)(15) — الجمعيات والشركات المتبادلة
16. 501(c)(16) — المنظمات التعاونية لتمويل الزراعة
17. 501(c)(17) — صناديق إعانة البطالة
18. 501(c)(18) — موظفو تمويل المعاشات التقاعدية (تم إنشاؤه قبل 25 يونيو 1959)
19. 501(c)(19) — منظمات عضوية القوات المسلحة
20. 501(c)(20) — مجموعة منظمات الخدمات القانونية
21. 501(c)(21) — منظمات غسيل الكلى
22. 501(c)(22) — صندوق سحب المسؤوليات
23. 501(c)(23) — منظمة المحاربين القدامى (تم إنشاؤه قبل 1880)
24. 501(c)(24) — صناديق القسم ERISA 4049
25. 501(c)(25) — منظمات مجهولو الآباء
26. 501(c)(26) — منظمات توفير تقطية المصاريف الصحية
27. 501(c)(27) — منظمات تأمين الخطر للعمال
28. 501(c)(28) — صندوق إستثمارات التقاعد التابع للسكك الحديدية
29. 501(c)(29) — الجهات المؤهلة والغير ربحية للتأمين الصحي